# Gaudryinoides
Gaudryinoides es un género de foraminífero bentónico de la subfamilia Spiroplectinatinae, de la familia Verneuilinidae, de la superfamilia Verneuilinoidea, del suborden Verneuilinina y del orden Lituolida. Su especie tipo es Gaudryinoides pressa. Su rango cronoestratigráfico abarca el Cenomaniense (Cretácico superior).

## Discusión
Clasificaciones previas incluían Gaudryinoides en el suborden Textulariina del orden Textulariida, o en el orden Lituolida sin diferenciar el suborden Verneuilinina.
Gaudryinoides ha sido considerado un sinónimo posterior de Karrerulina.

## Clasificación
Gaudryinoides incluye a las siguientes especies:
- Gaudryinoides apicularis †
- Gaudryinoides erigonum †
- Gaudryinoides pressa †